# Mussaenda pluviatilis
Mussaenda pluviatilis är en måreväxtart som beskrevs av Spencer Le Marchant Moore. Mussaenda pluviatilis ingår i släktet Mussaenda och familjen måreväxter. Inga underarter finns listade i Catalogue of Life.